# Skip Stahley
Jacob Neil „Skip” Stahley (Lebanon, Pennsylvania, 1908. szeptember 22. – Portland, Oregon, 1992. június 27.) amerikai amerikaifutball-játékos és -edző, sportügyvivő. 1964 és 1972 között a Portland State Vikings atlétikai igazgatója volt.

## Tanulmányai
1926-ban érettségizett a Lebanoni Középiskolában. A Pennsylvaniai Állami Egyetemen amerikaifutball-játékosként elnyerte az All-America elismerést, emellett a baseball- és lacrossecsapatok kapitánya volt; 1931-ben végzett. Mesterdiplomáját a Columbia Egyetemen szerezte.

## Pályafutása

### Kezdetek
1931-ben a Western Maryland Green Terrornál Dick Harlow helyettese lett, majd 1934-től a Delaware Fightin’ Blue Hens vezetőedzői, 1935 és 1940 között pedig szintén Harlow alatt a Harvard Crimson helyettesi pozícióját töltötte be. 1941 és 1943 között a Brown Bears vezetőedzője volt.
A második világháborúban San Diego közelében szolgált, majd 1946–1947-ben a George Washington Colonials vezetőedzője volt. 1948 márciusában két hónapig Howie Odell alatt a Washington Huskies helyettese, majd a Toledo Rockets vezetőedzője volt.
1950-ben visszatért a Washington Huskieshoz, de három szezon után az atlétikai igazgató nyomására lemondott.

### NFL
1953-ban Joe Stydahar helyetteseként a Chicago Cardinals edzője volt. 1–10–1-es (.125) eredményükkel a liga legrosszabb helyezését érték el.

### Idahóban
1954 februárjában évi kilencezer dolláros fizetésért az Idaho Vandals vezetőedzője lett; nyolc szezonja alatt a csapat 22–51–1-es (.304) eredményt ért el. Első öt szezonjában a csapat a Pacific Coast Conference tagja volt, majd a konferencia felbomlása után függetlenként játszottak. 1954-ben a Battle of the Palouse keretében a Washington State Cougars ellen 10–0-ra győztek.
Bob Gibb atlétikai igazgató 1960-ban távozott, utódja négy évre Stahley lett, aki másfél évig még edző maradt, de 1962 januárjában külső nyomásra utóbbi posztról lemondott, egy hónap múlva pedig felvette Dee Androst. Jelentős szerepe volt a Big Sky Conference 1963. februári megalapításában. 1964-től 1971-ig a Portland State Vikings atlétikai igazgatója volt.

#### Szabadalom
1961. január 10-én 2 967 709 számon a védőjátékosok reakcióidejét javító sporteszközre vonatkozó szabadalmat jegyeztetett be.

## Családja
1950. június 1-jén feleségül vette Shirley Sherman Kime-ot, akinek korábbi házasságából két fia volt, emellett két lányuk született. Nyugdíjba vonulásuk után Portlandben éltek; Stahley 1992-ben, Kime 1993-ban hunyt el.

## Egy betörő feltartóztatása
A The Harvard Crimson újság szerint 1938 egy reggelén a Massachusetts állambeli Somerville-ben leütött egy betörőt, akit a második emeleten tartózkodó nő észrevett. Stahley ekkor többekkel a közeli tűzlétra aljánál tartózkodott.

## Kitüntetései
Az idahói, nyugat-pennsylvaniai, valamint az egyetemi atlétikai igazgatók országos dicsőségcsarnokának tagja.

## Eredményei vezetőedzőként
| Év                                                       | Eredmény                                | Eredmény                                | Helyezés                                |
| Év                                                       | Összesített                             | Konferencia                             | Helyezés                                |
| Delaware Fightin’ Blue Hens (Független)                  | Delaware Fightin’ Blue Hens (Független) | Delaware Fightin’ Blue Hens (Független) | Delaware Fightin’ Blue Hens (Független) |
| -------------------------------------------------------- | --------------------------------------- | --------------------------------------- | --------------------------------------- |
| 1934                                                     | 4–3–1                                   | –                                       | –                                       |
| Delaware:                                                | 4–3–1                                   | –                                       | –                                       |
| Brown Bears (Független)                                  |                                         |                                         |                                         |
| 1941                                                     | 5–4                                     | –                                       | –                                       |
| 1942                                                     | 4–4                                     | –                                       | –                                       |
| 1943                                                     | 5–3                                     | –                                       | –                                       |
| Brown:                                                   | 14–11                                   | –                                       | –                                       |
| San Diego Naval Training Station Bluejackets (Független) |                                         |                                         |                                         |
| 1944                                                     | 4–3–1                                   | –                                       | –                                       |
| San Diego:                                               | 4–3–1                                   | –                                       | –                                       |
| George Washington Colonials (Southern Conference)        |                                         |                                         |                                         |
| 1946                                                     | 4–3                                     | 1–1                                     | 9.                                      |
| 1947                                                     | 1–7–1                                   | 0–4                                     | 16.                                     |
| George Washington:                                       | 5–10–1                                  | 1–5                                     | –                                       |
| Toledo Rockets (Független)                               |                                         |                                         |                                         |
| 1948                                                     | 5–6                                     | –                                       | –                                       |
| 1949                                                     | 6–4                                     | –                                       | –                                       |
| Toledo:                                                  | 11–10                                   | –                                       | –                                       |
| Idaho Vandals (Pacific Coast Conference)                 |                                         |                                         |                                         |
| 1954                                                     | 4–5                                     | 1–2                                     | 7.                                      |
| 1955                                                     | 2–7                                     | 0–4                                     | 9.                                      |
| 1956                                                     | 4–5                                     | 0–4                                     | 9.                                      |
| 1957                                                     | 4–4–1                                   | 0–3                                     | 9.                                      |
| 1958                                                     | 4–5                                     | 0–3                                     | 9.                                      |
| Idaho Vandals (Független)                                |                                         |                                         |                                         |
| 1959                                                     | 1–9                                     | –                                       | –                                       |
| 1960                                                     | 1–9                                     | –                                       | –                                       |
| 1960                                                     | 2–7                                     | –                                       | –                                       |
| Idaho:                                                   | 22–51–1                                 | 1–16                                    | –                                       |
| Összesen:                                                | 60–88–4                                 | –                                       | –                                       |

## Fordítás
- Ez a szócikk részben vagy egészben  a   Skip Stahley című angol Wikipédia-szócikk ezen változatának fordításán alapul.  Az eredeti cikk szerkesztőit annak laptörténete sorolja fel. Ez a jelzés csupán a megfogalmazás eredetét és a szerzői jogokat jelzi, nem szolgál a cikkben szereplő információk forrásmegjelöléseként.